# Jincheon
Jincheon (Jincheon-gun, âm Hán Việt: Trấn Xuyên quận) là một huyện ở tỉnh Chungcheong Bắc, Hàn Quốc. Huyện này có diện tích 406,08 km², dân số là 60.964 người.
Jincheon nằm ở trung tâm của tỉnh Chungcheongbuk-do. Huyện này giáp với Gyeonggi-do. Phía tây nam là vùng núi.